# Columba sjostedti
Columba sjostedti е вид птица от семейство Гълъбови (Columbidae).

## Разпространение
Видът е разпространен в Екваториална Гвинея, Нигерия и Сао Томе и Принсипи.